# أويفيند داهل
أويفيند داهل (بالبوكمول: Øivind Dahl) هو عداء مراثوني نرويجي، ولد في 12 مايو 1951 في أوسلو في النرويج.

## وصلات خارجية
- أويفيند داهل على موقع الاتحاد الدولي لألعاب القوى (الإنجليزية)
- أويفيند داهل على موقع أوليمبيديا (الإنجليزية)